# Matching Mole (álbum)
Matching Mole es el álbum debut homónimo de la banda liderada por Robert Wyatt. Fue grabado entre diciembre de 1971 y febrero de 1972, casi al mismo tiempo que Fifth, de Soft Machine (exbanda de Wyatt).

## Lista de canciones
1 "O Caroline" (Sinclair/Wyatt) – 5:05

2 "Instant Pussy" (Wyatt) – 2:59

3 "Signed Curtain" (Wyatt) – 3:06

4 "Part of the Dance" (Miller) – 9:16

5 "Instant Kitten" (Wyatt) – 4:58

6 "Dedicated to Hugh, but You Weren't Listening" (Wyatt) – 4:39

7 "Beer as in Braindeer" (Wyatt) – 4:02

8 "Immediate Curtain" (Wyatt) – 5:57